# Pierre Carlet de Marivaux
Pierre Carlet de Chamblain de Marivaux (Pariz, 4. veljače 1688. – Pariz, 12. veljače 1763.), francuski komediograf i romanopisac 
Napisao je oko 40 komedija, koje su mu donijele uspjeh i popularnost, a u njima se ogleda elegantni život 18. stoljeća. U središte radnje stavlja ženu i slika svijet idealiziranih heroina.
Komedije:
- "Igra ljubavi i slučaja"
- "Lažne ispovijesti"